# Arado Ar 234 Blitz
Arado Ar 234 Blitz (укр. Блискавка) — перший у світі серійний реактивний бомбардувальник періоду Другої світової війни, виробництва німецької компанії «Arado Flugzeugwerke», що брав участь у бойових діях. Один із перших у світі літаків з автопілотом, кріслом-катапультою пілота, парашутно-гальмівною системою. Літак проєктувався як розвідник, але частіше використовувався як бомбардувальник. Літак став найшвидшим бомбардувальником періоду війни, але його ефективність була обмежена відсутністю місця для бомбардира і захисного озброєння.

## Історія створення

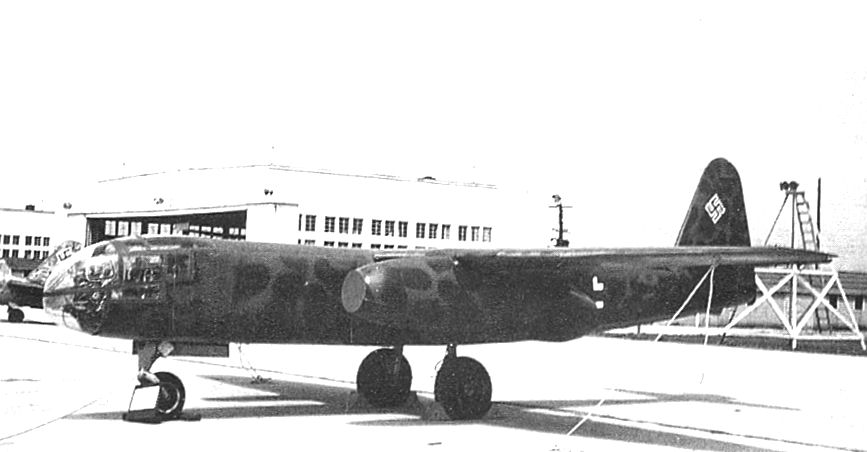
Трофейний Arado Ar 234 Blitz у США. 1945

Проєктування літака почалося в 1940 році за завданням на виготовлення реактивного літака-розвідника з дальністю польоту 2150 км. За сприянням Ергарда Мільха компанія «Arado» виготовила у 1941 році розвідувальний літак E370. Новий літак, який отримав офіційний індекс Ar 234, був високопланом із прямим крилом і однокілевим оперенням, кабіна пілота була герметична і оснащена кріслом-катапультою. До кінця 1941 року було виготовлено фюзеляжі прототипів Ar 234 V1, Ar 234 V2, але готові турбореактивні двигуни Jumo 004 на них встановили лише у лютому 1943 року. Проте в лютому 1942 року було зроблено замовлення ще на 6 прототипів.
30 липня 1943 року був здійснений перший тестовий політ Ar 234 V1, а до листопада в повітря піднялися ще три літаки. Спочатку планувалось, що літак буде злітати з допомогою шасі, що скидалось після зльоту, а приземлятись на висувну лижу, але від цієї ідеї відмовились на користь звичайного шасі. 10 березня 1944 року був випробуваний Ar 234 V9 з шасі, що ховалось у корпус.
Ще до завершення тестувань у 1943 році була висунута ідея перетворення його на бомбардувальник, і з червня 1944 року почався випуск передсерійних бомбардувальних Ar 234B-0. У червні 1944 року при показових польотах він розвинув 820 км/год і показав кращі льотні якості за винищувач Messerschmitt Me 262, за що Гітлер назвав його Блискавкою (нім. Blitz). Без озброєння літак за 6 хв. досягав висоти 8000 м, маючи швидкопідйомність 1320 м/хв. На модифікації Ar 234C було досягнуто швидкості 874 км/год. При старті використовували два ракетні прискорювачі Walter 109-500 масою по 280 кг. Герметична кабіна у суцільнометалевому корпусі мала кисневі апарати для пілотів (вище 4500 м). Під моторними гондолами могли кріпитись додаткові паливні баки чи бомби.
З 32 прототипами включно, було збудовано 238 літаків, з них 186 у версії бомбардувальника Ar 234B-2. Розроблялись 4-моторні (з двигунами BMW 003) багатопрофільні Ar 234C-3, випробувані 27 березня 1945 року. Два виготовлені Ar 234C-3 розвивали швидкість 900 км/год на висоті 15000 м без бомб. У квітні 1945 року три Ar 234C-3 були на озброєнні, але були знищені перед захопленням аеродрому американцями.
Розроблявся проєкт створення на базі Arado Ar 234 літака-носія для Фау-1, який мав кріпитись зверху фюзеляжу.

## Варіанти і модифікації
Прототипи
- Arado E 370 — попередній проєкт реактивного розвідника.
- Ar 234 V1-V5,V7 — перші прототипи з висувними лижами для посадки. Оснащені двигунами Jumo 004.
- Ar 234 V6,V8 — прототипи з висувними лижами і двигунами BMW 003 (V6 мав два двигуни, V8 — чотири)
- Ar 234 V9-V11 — перші прототипи з висувним шасі.
- Ar 234 V13,V20-V30 — прототипи з чотирма двигунами BMW 003 і висувним шасі
- Ar 234 V15 — оснащувався двома двигунами BMW 003 і дещо зміненим крилом. Використовувався в тестувальних цілях.
- Ar 234 V16 — прототип з новою формою крила, завершений не був.

Серійні моделі і модифікації
- Ar 234 A — запропонований варіант розвідника з висувними лижами, але в серію так і не пішов.
- Ar 234 B — перша серійна модифікація з двома двигунами Jumo 004
  - Ar 234 B-0 — передсерійний випуск (20 екз.)
  - Ar 234 B-1 — варіант розвідувального літака з двома камерами Rb 50/30 або Rb 75/30 (декілька бомбардувальників було модифіковано)
  - Ar 234 B-2 — основний варіант бомбардувальника. Міг переносити три бомби по 500 кг.
  - Ar 234 B-2/N — конвертація бомбардувальника в нічний винищувач.
- Ar 234 С — серійна модифікація з чотирма двигунами BMW 003
  - Ar 234 С-1 — розвідувальний варіант
  - Ar 234 С-2 — бомбардувальник з оснащенням аналогічним до B-2
  - Ar 234 С-3 — бомбардувальна версія літака з додатковим озброєнням (курсовим і в хвості)
  - Ar 234 С-3/N — варіант нічного винищувача з двома 20 мм і двома 30 мм курсовими гарматами. Також мав оснащуватись радаром FuG 218.
  - Ar 234 С-4 — варіант розвідника.
  - Ar 234 C-5 — модифікація зі зміненою кабіною.
  - Ar 234 C-6 — двомісна розвідувальна модифікація.
  - Ar 234 C-7 — нічний винищувач з радаром FuG 245 Bremen O
- Ar 234 D — двомісний варіант з двигунами Heinkel HeS 011. Не випускався.
- Ar 234 P — двомісний варіант з двигунами BMW 003. Жодна з модифікацій не випускалась
  - Ar 234 P-1 — варіант нічного винищувача.
  - Ar 234 P-2 — P-1 з броньованою кабіною.
  - Ar 234 P-3 — P-1 з двигунами Heinkel HeS 011
  - Ar 234 P-4 — P-1 з двигунами Jumo 004D
  - Ar 234 P-5 — тримісний варіант з двигунами HeS 011A
- Ar 234 R — варіант розвідника з одним ракетним двигуном у хвості. Тільки попередній проєкт.

## Історія використання

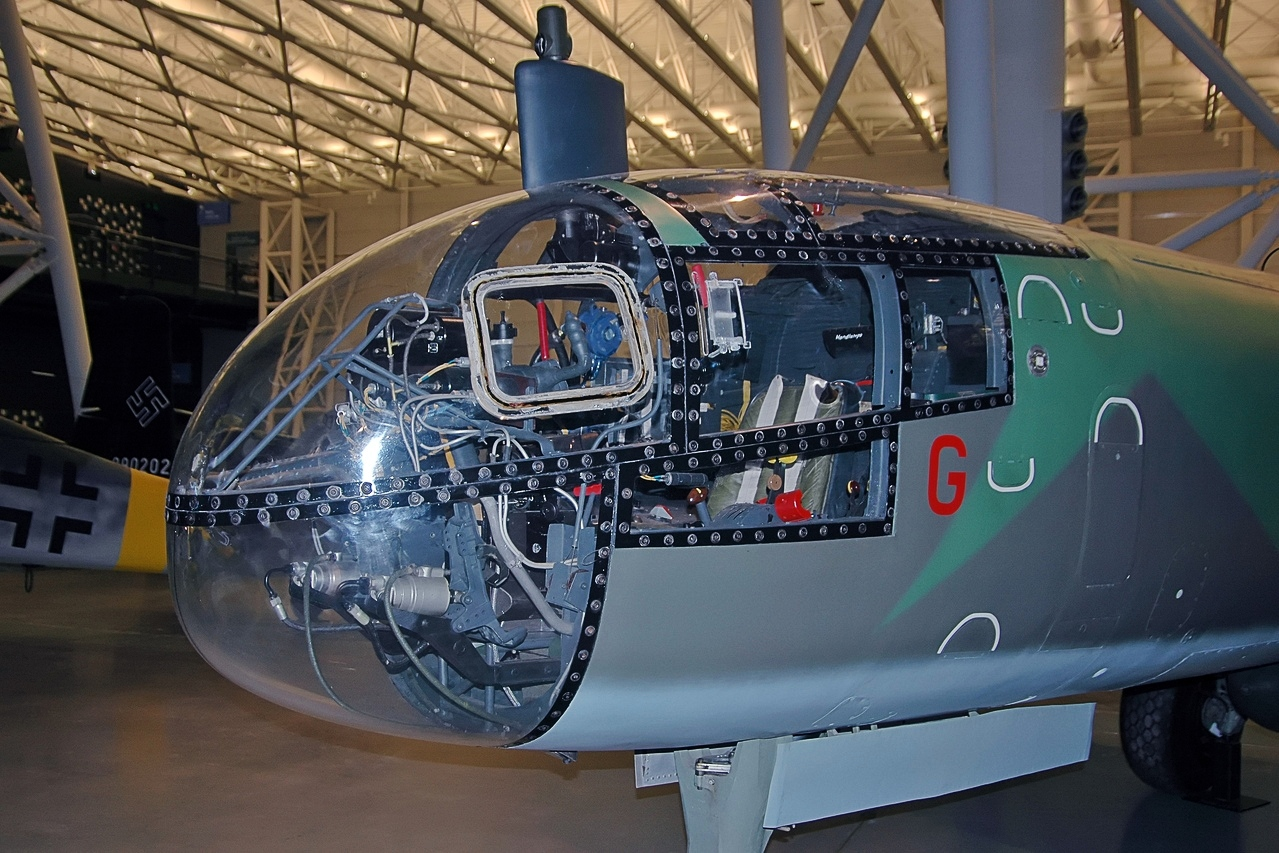
Кабіна Arado Ar 234 В2

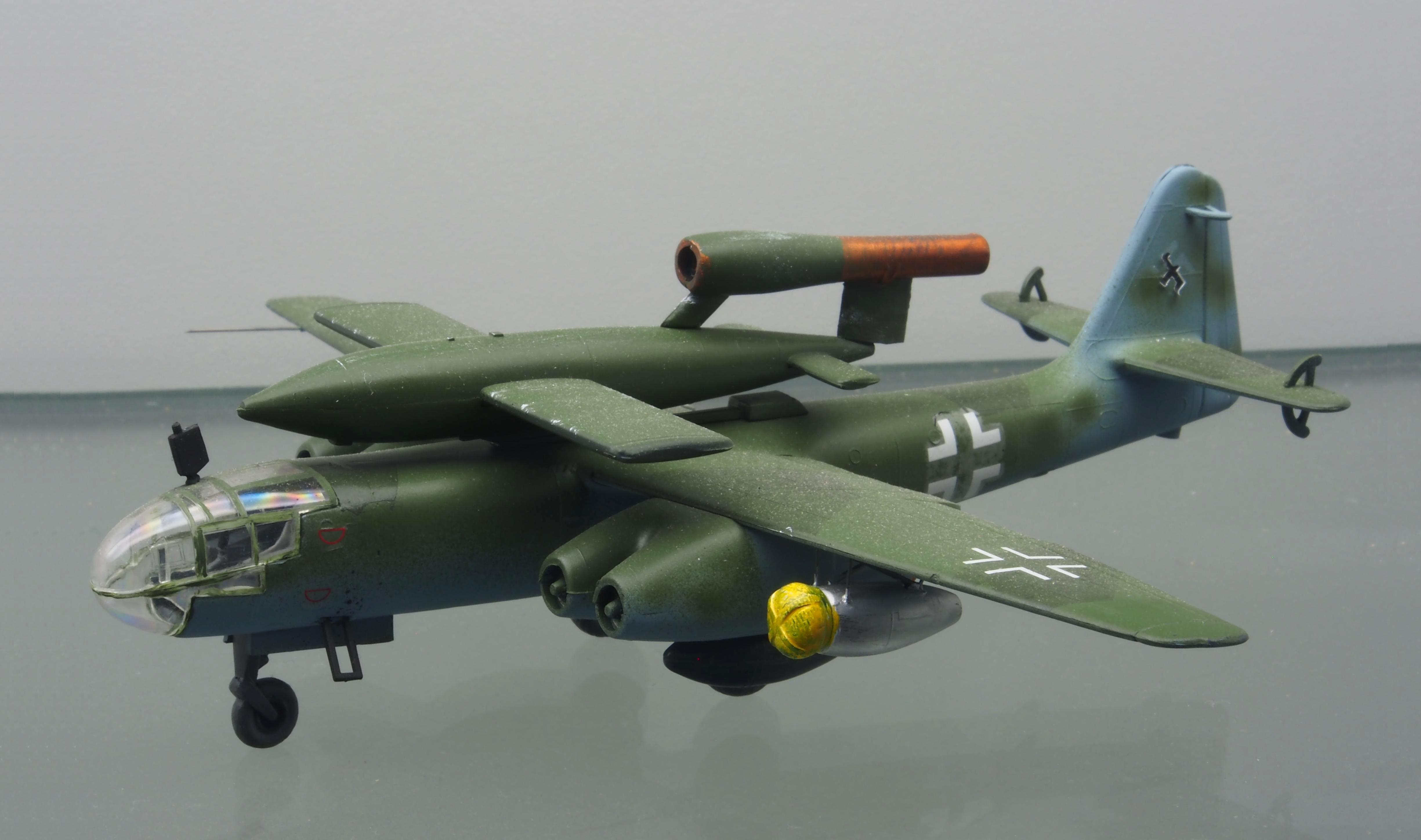
Модель Arado Ar 234 — носія Фау-1

Ще на стадії виготовлення прототипів Ar 234 залучався до бойових операції. 2 серпня 1944 року розвідник Ar 234V7, пілотований лейтенантом Еріхом Зоммером, за 1,5 години сфотографував весь район висадки військ союзників в Нормандії. Надалі тривали розвідувальні польоти над Францією, Британією і Нідерландами. З вересня 1944 року почали створювати команди дальньої розвідки на базі Ar 234B-2, що діяли в Арденах, Італії, Норвегії. До кінця 1944 року було створено 4 розвідувальні загони оснащені Ar 234.
Бомбардувальники Arado Ar 234 Blitz надійшли на озброєння приблизно в цей ж час, на початку жовтня бобмардувальний полк KG76 мав 54 літаки. Але почали застосовувати їх значно пізніше, оскільки пілоти довго звикали до реактивного літака. Перша бойова бомбардувальна місія відбулась 24 грудня 1944 року проти залізничного вузла в місті Льєж і заводів у Намюрі. Місії на цілі в Бельгії і Нідерландах продовжувались і в наступні тижні, зокрема 1 січня 1945 року 6 Ar 234 завдали удару по аеродрому Гілзе-Реєн і по доках в Антверпені в рамках операції «Боденплатте». Через погану погоду до лютого вильоти було припинено, але вже 14 лютого відбувся новий наліт на війська союзників біля Ейндговена. Загалом у лютому інтенсивність вильотів зросла, що привело до значних втрат. Через зовнішнє розташування бомб швидкість обмежувалась 660 км/год, що робило беззбройний «Blitz» досяжним для зенітної артилерії та винищувачів Republic P-47 Thunderbolt з швидкістю до 690 км/год.
З 7—17 березня 1945 Ar 234 використовувались для знищення моста через Рейн у місті Ремаген. При цьому Люфтваффе зазнало значних втрат, але міст так і не був знищений. В останні дні війни бомбардувальні Ar 234 використовувались і проти радянських військ. 26 квітня було завдано удару по танковій колоні поблизу Берліна.
Чотири Ar 234B-2/N Nachtigal («Соловей») з радаром і його оператором, озброєні кулеметами, використовувались як нічні винищувачі, але з грудня 1944 року до кінця війни не здобули жодної перемоги.
Через брак палива літаки значну частину часу провели на землі. Наприкінці війни було віддано наказ знищити всі Ar 234 із закладеними у них усіма новітніми технологіями — мотором Junkers Jumo 004B-1, перископічним прицілом RF2C з Periskop PV 1B, парашутно-гальмівною системою (скорочувала пробіг при посадці з 380 до 250 м), автопілотом Patin, кріслом-катапультою, радаром, приладами радіонавігації FuG 125 Hermine, системою ідентифікації «свій-чужий» FuG 25a. Але 5 травня 9 справних Ar 234B-2 і 4 Ar 234C-3 перелетіли в Норвегію, де стали трофеями союзників. Захоплений у Норвегії Arado Ar 234 Blitz був перевезений для випробувань до США.

## Тактико-технічні характеристики

### Технічні характеристики
|                             | Ar 234B-2                                                       | Ar 234C-3          |
| --------------------------- | --------------------------------------------------------------- | ------------------ |
| Довжина                     | 12,6 м                                                          | 12,63 м            |
| Висота                      | 4,3 м                                                           | 4,3 м              |
| Розмах крил                 | 14,1 м                                                          | 14,15 м            |
| Площа крил                  | 15,5 м²                                                         | 25,6 м²            |
| Маса порожнього             | 5200 кг                                                         | 6540 кг            |
| Маса спорядженого           | 8417 кг                                                         | -                  |
| Максимальна злітна маса     | 9858 кг                                                         | 11 000 кг          |
| Двигун                      | 2 × Junkers Jumo 004B-1                                         | 4 × BMW 003        |
| Максимальна тяга            | 2 × 900 кгс                                                     | 4 × 800 кгс        |
| Максимальна швидкість       | 740 км/г                                                        | 850 км/г           |
| Операційна дальність        | без бомб — 1620 км 500 кг бомб — 1550 км 1500 кг бомб — 1000 км | без бомб — 1225 км |
| Практична стеля             | 10 000 м                                                        | 12 000 м           |
| Швидкість підйому на 6000 м | з 500 кг бомб — 12,8 хв з 1500 кг бомб — 12,8 хв                | -                  |

### Озброєння
- Ar 234B-2:
  - до 1500 кг бомбового навантаження
- Ar 234С-3:
  - 2 × 20 мм курсові гармати MG 151
  - 2 × 20 мм гармати MG 151, встановлені у хвості
  - до 1500 кг бомбового навантаження
- Ar 234С-4:
  - 2 × 20 мм гармати MG 151, встановлені у хвості